# 段園鎮
段园镇，是中华人民共和国安徽省淮北市杜集区下辖的一个乡镇级行政单位，西南邻宿州市萧县，东北邻江苏省徐州市，为杜集区及淮北市在苏皖交界的飞地。
1981年，由萧县龙城镇析出段园镇划入淮北。

## 行政区划
段园镇下辖以下地区：袁庄矿社区、绿园社区、毛郢孜矿社区、孟庄矿社区、欧集村、大庄村、袁庄村、毛庄村、牛眠村、毛场村和祁村。

## 特产
段园葡萄是中国地理标志产品，其在清朝乾隆时期曾为宫廷贡品，素有“大庄（段园镇的一村）葡萄砀山梨”之美称。